# Спортивная ассоциация наркозависимых детей
«Спортивная ассоциация наркозависимых детей» (англ. Crack Baby Athletic Association) — эпизод 1505 (№ 214) сериала «Южный парк», премьера которого состоялась 25 мая 2011 года.

## Сюжет
После просмотра «супергрустной рекламы» с участием Сары Маклахлан, рассказывающей о наркозависимых к кокаину новорождённых, Кайл отправляется работать добровольцем в больницу, где узнает, что уже как две недели этим занимается Картман. Данный факт вызывает у Кайла подозрения и, проследив за ним, он узнаёт, что Картман, Крейг, Клайд и Баттерс организовали новый бизнес — «Спортивную Ассоциацию Кокаинозависимых Новорождённых», в котором они принуждают кокаинозависимых новорождённых бороться друг с другом за мяч, набитый кокаином. Все эти бои транслируются в Интернете. Кайл шокирован тем, что придумал на этот раз Картман, однако Эрик убеждает его в беспроигрышной ситуации для каждого из её участников и уговаривает стать частью своей команды в качестве бухгалтера. Кайл, которого мучают угрызения совести, что делает его схожим с Гордоном Гекко, постоянно оправдывается перед Стэном, который в свою очередь молчаливо выслушивает своего друга.
Бизнес Картмана быстро процветает, и вся команда готовится к подписанию контракта с компанией EA Sports для выпуска видеоигры, основанной на их новом виде спорта. Хотя Картман всячески настаивает на том, что их организация является некоммерческой, Кайл рассказывает ему о своих внутренних переживаниях относительно идеи использования и продажи образа новорождённых компании EA Sports без какой-либо помощи самим новорождённым. Поэтому Эрик обещает выяснить как «другие компании преодолевают похожие трудности». Он направляется на факультет физической культуры Университета Колорадо, одетый в костюм рабовладельца с Юга, называя при этом всех спортсменов Университета «рабами». В конечном итоге он не получает никакого совета от оскорблённого президента факультета относительно того, как ему следует обращаться со своими собственными «рабами». Кайл разрабатывает план компенсации наркозависимых новорожденных путём расхода 30 % от прибыли подписания контракта на постройку новейшего приюта и демонстрирует это Картману. К удивлению Кайла, Эрик одобряет эту идею, так как она непременно вызовет положительный резонанс со стороны общественности.
Тем временем Клайд и Крейг пытаются связаться с гитаристом Слэшем для того, чтобы уговорить его выступить с концертом на полставки во время предстоящей игры кокаинозависимых новорождённых. Однако выясняется, что Слэш является вымышленным персонажем, образ которого взят из нидерландской легенды о Вунтере Слауше; а его всевозможные выступления перед детьми являются выступлениями их родителей, переодетых в костюм Слэша. Данный факт объясняет, почему Слэш появляется в разных местах в одно и то же время: играя одновременно и в Москве и в Колорадо Спрингс.
После подписания контракта с компанией EA Sports, мальчики узнают от Питера Мура, главы данной компании, что именно он полностью владеет правами на «Спортивную Ассоциацию Кокаинозависимых Новорождённых» и ему принадлежат все доходы, связанные с деятельностью данной организации. Кайл расстроен тем, что приют для новорождённых никогда не будет построен, в то время как Картман и его команда пребывают в шоке от понимания того, что Слэша не существует. Кайл и Стэн узнают, что каким-то чудесным образом приют был построен, внутри которого, в одной из комнат, они находят гитару и шляпу, принадлежащие Слэшу. Данный факт приводит Кайла в восторг, и восстанавливает веру в существование Слэша у остальных ребят. В конце появляется подмигивающий Картман, что даёт понять, что именно он вложился в постройку здания, чтобы продлить веру в Слэша как самому, так и остальным.

## Отзывы
Рэмси Айлер из IGN дал эпизоду 7 баллов из 10, заявив, что это "средний эпизод – не очень плохой, но и не очень хороший". Он раскритиковал шоу за недостаточную глубину в связи с разногласиями с NCAA, не выплачивающими компенсацию своим игрокам.

## Пародии
- В эпизоде спародированы компания EA Sports и её президент Питер Мур в частности.
- В эпизоде много отсылок на фильм «Чудо на 34-й улице».
- В эпизоде пародируется Национальная ассоциация студенческого спорта (англ. National Collegiate Athletic Association, сокр. NCAA) — национальная университетская спортивная ассоциация, в которую входят 1281 различных организаций, организующих спортивные соревнования в колледжах и университетах США и Канады, правила которой не позволяют платить заработную плату студентам-спортсменам, несмотря на огромный интерес к студенческому спорту в США и Канаде.
- В эпизоде есть отсылки к фильму «Список Шиндлера», в частности момент, когда Картман говорит, что ему нужен бухгалтер-еврей.
- Сюжетная линия Кайла, вступившего в Спортивную ассоциацию наркозависимых детей, попытки самооправдания участия в ней, а также слова Картмана при приёме Кайла в Ассоциацию отсылают к фильму «Фирма».
- Сущность Слэша в серии — пародия на несуществование Санта Клауса.

## Факты
- Несмотря на то, что Сара Маклахлан — канадка, она не обладает характерной для всех остальных канадцев Южного парка «прыгающей» головой. В других сериях ими не обладали Эдж, Джастин Бибер и Джеймс Кэмерон.
- У президента EA Sports на полу стоит приставка Окама, значительная роль которой отведена в серии «Полотенчик» и висит плакат с «Симулятором гольфа с Тайгером Вудсом». Стэн, Картман и Кенни играли в него в серии «Сексуальное лечение».
- Стэн играет в игру «Bulletstorm».
- Картман большой поклонник сети фаст-фуда KFC (в особенности, соуса), что уже показывалось в эпизоде «Лечебный жареный цыплёнок».
- Это первая из трёх серий, где Кайл принимает сторону Картмана. Второй будет «Ассбургеры», а третьей — «Фэйсхиллинг».